# قطب الدين أبو الفضائل
قطب الدين أبو الفضائل محمد بن عمر بن الفضل التبريزي الشافعي المعروف بالأحوص، سمع شيئاً من الحديث واشتغل بالفقه والأصول والمنطق والعربية والمعاني والبيان. كان بارعاً في فنون كثيرة، ودرس بالمستنصرية بعد العاقولي وفي مدارس كبار. كان حسن الخلق، كثير الخير على الفقراء والضعفاء، متواضعاً، ويكتب حسناً أيضاً.

## وفاته
توفي في آخر محرم من سنة 736هـ ودفن بتربة له عند داره ببغداد.